# London, Chatham and Dover Railway

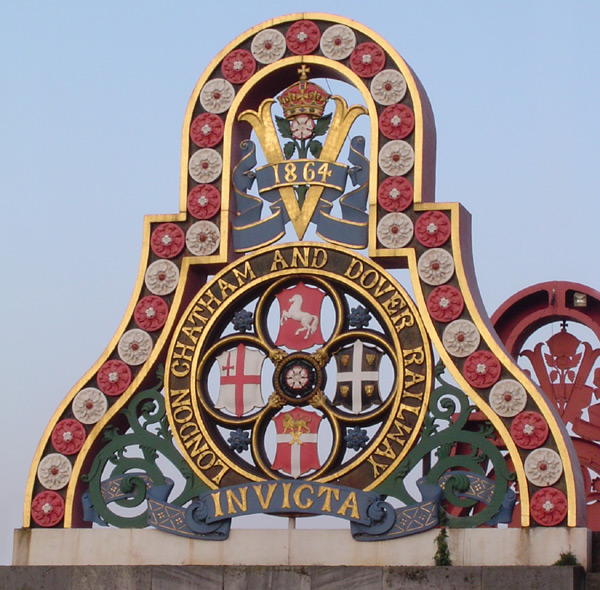
Pináculo da LCDR na primeira Blackfriars Railway Bridge.

Lordship Lane Station, estação intermediária na Crystal Palace and South London Junction Railway, uma linha auxiliar da LCDR em Londres, por Camille Pissarro

A London, Chatham and Dover Railway (LCDR) foi uma empresa de transportes ferroviários que operou no sudeste da Inglaterra entre 1859 e 1923, antes da fusão promovida pelo Railways Act 1921 com outras três companhias, formando a Southern Railway. Suas linhas cruzavam Londres e a parte oriental/setentrional de Kent, e constituíam uma parte significativa da rede ferroviária suburbana da Grande Londres.
Embora a Chatham, como sempre foi conhecida, fosse objeto de muitas críticas pelo mau estado de seus vagões e pela sofrível pontualidade, em pelo menos dois aspectos era muito boa: usava o eficiente sistema de freios Westinghouse nos vagões de passageiros e o sistema de sinalização Sykes Lock and Block. Realmente, embora fosse deficitária desde seu começo, a Chatham ostentava um excelente nível de segurança.